# Pseudoprocometis
Pseudoprocometis is een geslacht van vlinders van de familie sikkelmotten (Oecophoridae), uit de onderfamilie Xyloryctinae.

## Soorten
- P. baronella Viette, 1956
- P. helle Viette, 1952
- P. robletella Viette, 1956